# Billy Shaw
William Lewis Shaw, detto Billy (Natchez, 15 dicembre 1938 – Toccoa, 4 ottobre 2024), è stato un giocatore di football americano statunitense che giocò nel ruolo di offensive guard per tutta la carriera con i Buffalo Bills della American Football League (AFL). Al college giocò a football al Georgia Institute of Technology. È l'unico giocatore a essere stato introdotto nella Pro Football Hall of Fame senza avere mai giocato nella NFL.

## Carriera professionistica

### Buffalo Bills
Billy Shaw fu scelto dai Dallas Cowboys nel Draft NFL 1961 e dai Buffalo Bills nel Draft AFL 1961, optando per firmare con questi ultimi. Shaw era un ottimo bloccatore sia sulle corse che sui passaggi. Coi running back dei Bills che tendevano ad essere più durevoli che rapidi, Shaw era la guardia perfetta. Fu inserito nella prima formazione ideale della American Football League per quattro volte (dal 1963 al 1966) ae nella seconda formazione nel 1968 e 1969. Fu inoltre convocato per otto All-Star Game della AFL e inserito nella formazione ideale di tutti i tempi della lega. Shaw giocò per tutta la carriera nell'American Football League, ritirandosi dopo la stagione 1969, prima che la AFL e la NFL si fondessero nel 1970. I Bills del periodo 1962-1964 sono ancora classificati tra i migliori per numero di touchdown su corsa tra i libri dei record della squadra.

## Palmarès
- (2) Campione AFL (1964, 1965)
- (8) AFL All-Star (1962, 1963, 1964, 1965, 1966, 1967, 1968, 1969)
- (8) Formazione ideale della AFL (1962, 1963, 1964, 1965, 1966, 1968, 1969)
- Formazione ideale di tutti i tempi della AFL
- Bills Wall of Fame
- Formazione ideale del 50º anniversario dei Buffalo Bills
- Pro Football Hall of Fame (classe del 1999)

## Statistiche
| Partite totali    | 119 |
| Fumble recuperati | 5   |